# Ivo Frangeš
Ivo Frangeš (ur. 15 kwietnia 1920 w Trieście, zm. 29 grudnia 2003 w Zagrzebiu) – chorwacki eseista, historyk literatury, tłumacz i wykładowca.

## Życiorys
W 1943 roku ukończył studia z zakresu języka i literatury włoskiej na Wydziale Filozoficznym Uniwersytetu w Zagrzebiu. W 1946 roku podjął pracę naukową na tejże uczelni. W 1952 roku uzyskał stopień naukowy doktora. W 1956 roku został kierownikiem Katedry Współczesnej Literatury Chorwackiej. Wykładał gościnnie na uczelniach zagranicznych. Był jednym z twórców tzw. zagrzebskiej szkoły stylistycznej (chorw. zagrebačka stilistička škola), która wagę większą niż do tej pory przykładała do wyrazu artystycznego i walorów estetycznych tekstów literackich. Metodologia naukowa Frangeša była pod wpływem twórczości Benedetta Croce i Francesca De Sanctisa.
Pełnił funkcję prezesa Towarzystwa Pisarzy Chorwackich (chorw. Društvo hrvatskih književnika) i Związku Pisarzy Jugosławii (serb.-chorw. Saveza književnika Jugoslavije). Założył czasopisma Umjetnost riječi (od 1957) i Croatica (od 1970), które również współredagował. W 1968 roku został członkiem stałym Jugosłowiańskiej Akademii Nauki i Sztuki (JAZU).
Był tłumaczem literatury z języków francuskiego i włoskiego, w szczególności twórczości Francesca De Sanctisa, Niccolò Machiavellego, Stendhala i Giovanniego Vergi.
W 1992 roku za całokształt twórczości został uhonorowany nagrodą imienia Vladimira Nazora.

## Wybrane publikacje
(opracowano na podstawie materiału źródłowego)
- Stilističke studije (1959)
- Studije i eseji (1967)
- Talijanske teme (1967)
- Matoš/Vidrić/Krleža (1974)
- Antun Barac (1978)
- Nove stilističke studije (1986)
- Povijest hrvatske književnosti (1987) – pierwsza powojenna praca poświęcona całości historii chorwackiej literatury[2]
- Suvremenost baštine (1992)